# Israel International 1998
Die Israel International 1998 im Badminton fanden Mitte Dezember 1998 statt.

## Medaillengewinner
| Disziplin    | Gold                            | Silber                      | Bronze                           |
| ------------ | ------------------------------- | --------------------------- | -------------------------------- |
| Herreneinzel | Aivaras Kvedarauskas            | Jean-Frédéric Massias       | Richárd Bánhidi                  |
| Herreneinzel | Aivaras Kvedarauskas            | Jean-Frédéric Massias       | Nir Yusim                        |
| Dameneinzel  | Svetlana Zilberman              | Diana Knekna                | Shirley Daniel                   |
| Dameneinzel  | Svetlana Zilberman              | Diana Knekna                | Csilla Fórián                    |
| Herrendoppel | Aivaras Kvedarauskas Nir Yusim  | Richárd Bánhidi Tamás Hódos | Amir Moses Reuven Moses          |
| Herrendoppel | Aivaras Kvedarauskas Nir Yusim  | Richárd Bánhidi Tamás Hódos | Many Gershon Daniel Schneidman   |
| Damendoppel  | Diana Koleva Svetlana Zilberman | Elena Iasonos Diana Knekna  | Andrea Kocsis Orsolya Kocsis     |
| Damendoppel  | Diana Koleva Svetlana Zilberman | Elena Iasonos Diana Knekna  | Shirley Daniel Csilla Fórián     |
| Mixed        | Leon Pugach Svetlana Zilberman  | Nir Yusim Diana Knekna      | Daniel Schneidman Shirley Daniel |
| Mixed        | Leon Pugach Svetlana Zilberman  | Nir Yusim Diana Knekna      | Ákos Károlyi Csilla Fórián       |